# Yagō
Yagō (屋号?), literalmente "nombre de casa", es un término aplicado en la cultura japonesa tradicional a los nombres pasados de una persona a otra dentro de un gremio, estudio, u otra circunstancia distinta de las relaciones de sangre. Es sinónimo con iena (家名?) (家名?)  y kadona (角名?) (角名?). Normalmente hace referencia a los nombres del gremio de los actores de kabuki, pero es también aplicable a los nombres que los artistas toman de sus maestros o estudios, nombres tomados de negocios propios, y algunas otras circunstancias similares.

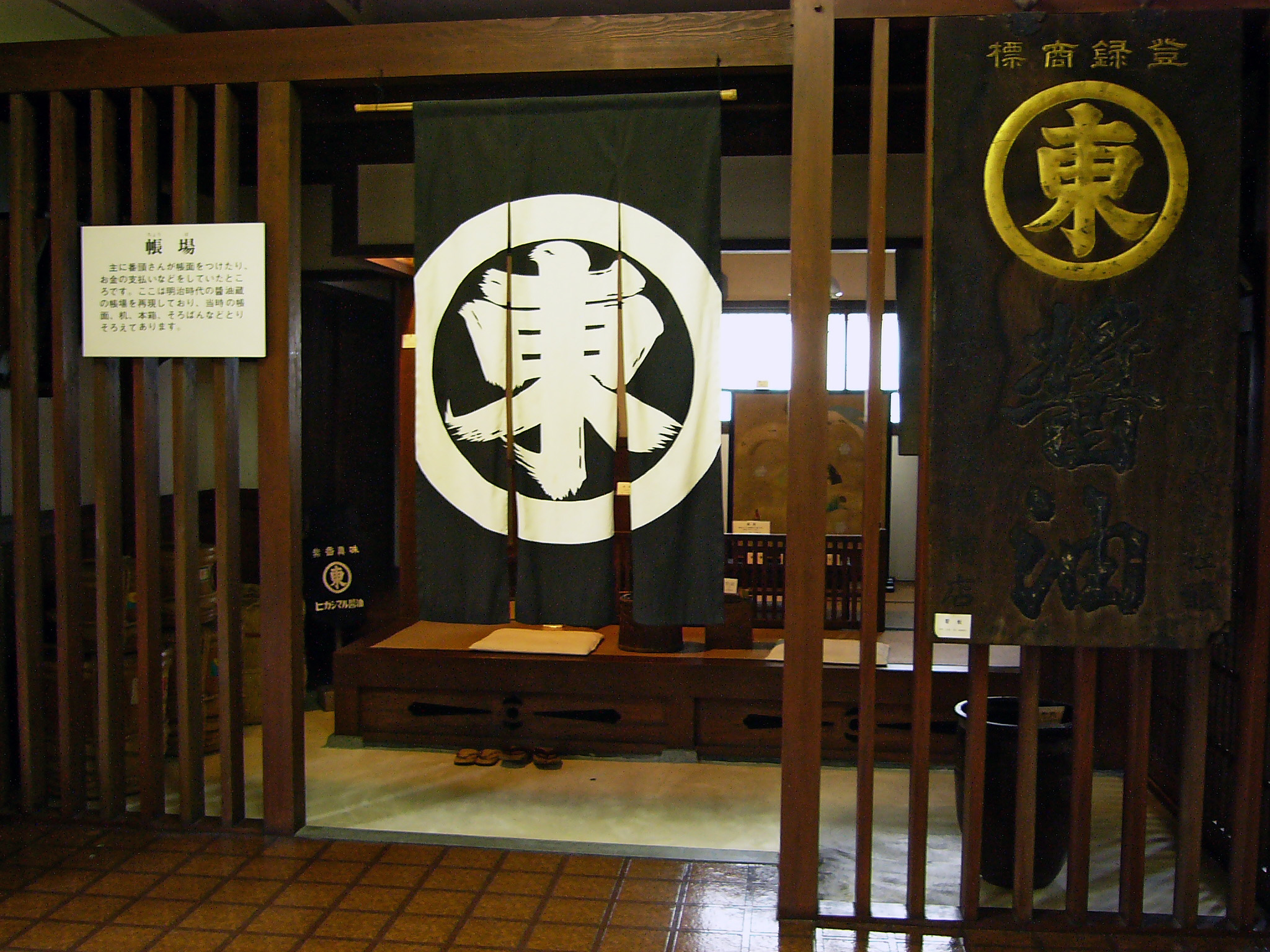
Ejemplo de Yagō de un mercante.

El ya (屋) de yagō, también presente con frecuencia al final de un yagō, significa "casa", "techo", o "tienda", y ayuda a esclarecer los orígenes y significados del término.Varios yagō tienen asociados kamon, algunos de los cuales incorporan monogramas en forma de jeroglíficos.

## Historia
Originalmente, yagō eran nombres de casas o edificios tomados por los habitantes. Incluso cuando la casa cambiaba de una familia a otra, la nueva familia tomaba el nombre de la casa. Sin embargo, los dueños anteriores mantenían con frecuencia el nombre de casa al mudarse. Con frecuencia, una familia (o persona) acabaría siendo conocida por su yagō más que por su apellido real.
Aunque no está claro cuándo surgió la costumbre, aparece por primera vez en un documento en las crónicas del periodo Muromachi. Durante muchos siglos, los plebeyos en Japón no tenían apellidos, y por tanto el yagō  servía para describir a las personas por su ubicación, profesión, o por una tienda o negocio  que poseían. Hay semejanzas en los orígenes y la evolución de los apellidos en otras culturas alrededor del mundo.
El yagō también se usó para ayudar a diferenciar el estatus de familias con los mismos apellidos, o sencillamente para diferenciar entre personas con el mismo apellido dentro de un pueblo. Las casas podrían conocerse por su ubicación, como en una pradera (原 Hara) o en el pie de una colina (坂本 Nakamoto), y las familias tomaban estos nombres de lugar. El yagō también podría denotar la línea principal  (Honke- la línea descendiente del varón primogénito) y las líneas colaterales de una familia (Bunke).
El yagō llegó a ser especialmente conocido y ampliamente utilizado en el teatro kabuki, donde los actores tomaban un nombre relacionado con su gremio. El famoso actor Ichikawa Danjūrō V, aunque  pertenecía a la familia Ichikawa, era también conocido por el yagō de Naritaya (casa de Narita), el cual indica su gremio dentro del mundo del Kabuki. Esto por tanto le conecta con otros del Naritaya, y refleja su aprendizaje y estudio junto a otros actores quienes podrían ser de otras familias. Los yagō de los actores eran a menudo escogidos para recordar a grandes actores anteriores, y  se mantiene como práctica común (llamada kakegoe) que los miembros de audiencia griten el yagō de un actor cuándo  recita una línea o ejecuta una pose particularmente bien, especialmente una pose o línea asociada con el actor que da nombre a su yagō.
Los artistas, escritores y poetas en Japón, al igual que en otras partes del mundo, a menudo tomaban seudónimos. Estos podrían ser derivados de los nombres de sus mentores (particularmente en estudios de pintura), en cuyo caso  podrían ser considerados yagō. Pero más comúnmente estos  nombres artísticos  o seudónimos se llaman kagō (家号?) (家号?)  o sencillamente gō (号).
Durante el período Edo las casas de mercader tomaron yagō, que servían de apellido. Los patrones utilizados incluyen el nombre de una provincia + ya como Kagaya y Echigoya, y un indicador de la profesión como Minatoya (minato, significa "puerto", indicando alguien dedicado al envío marítimo o al comercio). Algunos sobreviven como apellidos hasta hoy.